# M20 (Bosnien und Herzegowina)
Die M20 (kroatisch/bosnisch Magistralna cesta bzw. serbisch Магистрални пут/Magistralni put) ist eine Magistralstraße in Bosnien und Herzegowina. Sie führt von Ustiprača über Goražde, Foča, Gacko und Trebinje zur kroatischen Grenze bei Ivanica.

## Verlauf
Die Magistralstraße zweigt in Ustiprača von der M5 nach Süden ab und verläuft zunächst über Goražde, Ustikolina und Foča im Tal der Drina, wobei sie stets auf der westlichen Seite des Flusses bleibt. Auf weiten Strecken läuft sie parallel zur ehemaligen Zweigstrecke der Bosnischen Ostbahn. In Brod na Drini kreuzt sie sich mit der M18, die in nordwestliche Richtung über Trnovo nach Sarajevo führt bzw. in südöstliche Richtung am anderen Drinaufer zur montenegrinischen Grenze.
Die M20 verlässt das Drinatal südlich von Brod und wird ins Tal der Sutjeska hinübergeführt. Hier passiert sie das Denkmal für die Schlacht an der Sutjeska in Tjentište, bevor sie in die enge Schlucht des Flusses eintritt, die zum Nationalpark Sutjeska gehört.
Ein Neubauabschnitt der M20 bei Čemerno zwischen Foča und Gacko wurde am 5. August 2013 eröffnet. Das Vorhaben mit Baubeginn  wurde durch das Bauunternehmen Integral Inzenjering PLC mit Sitz in Republika Srpska im September 2008 ausgeführt. Der neue Abschnitt hat eine Länge von ca. 9,5 km und ist somit ca. 6 km kürzer als die aktuelle Verkehrsführung. Außerdem erspart er dem Straßenverkehr einen An- und Abstieg von mehreren hundert Höhenmetern. Der neue Abschnitt besteht u. a. aus dem mit 2019 m längsten Tunnel in Bosnien und Herzegowina, einem weiteren Tunnel, fünf kleineren Brücken und einer 394 Meter langen Hochbrücke. Der projektierte Bauzeitraum war von September 2008 bis 30. Juni 2013 und das Projektbudget betrug 37 Mio. EUR. Der Anlass für den Neubau waren Erdrutsche auf der alten Strecke.
Nach dem Neubauabschnitt passiert die M20 den Stausee Klinje und erreicht den in der Hochebene Gatačko polje gelegenen Ort Gacko. Hier zweigt die M6.1 nach Nevesinje ab, während die M20 die Hochebene in südliche Richtung durchquert. Über Bileća führt die Straße weiter nach Trebinje und schließlich zum kroatischen Grenzübergang bei Ivanica, von wo aus es nur noch knapp zehn Kilometer bis ins Stadtzentrum von Dubrovnik sind.

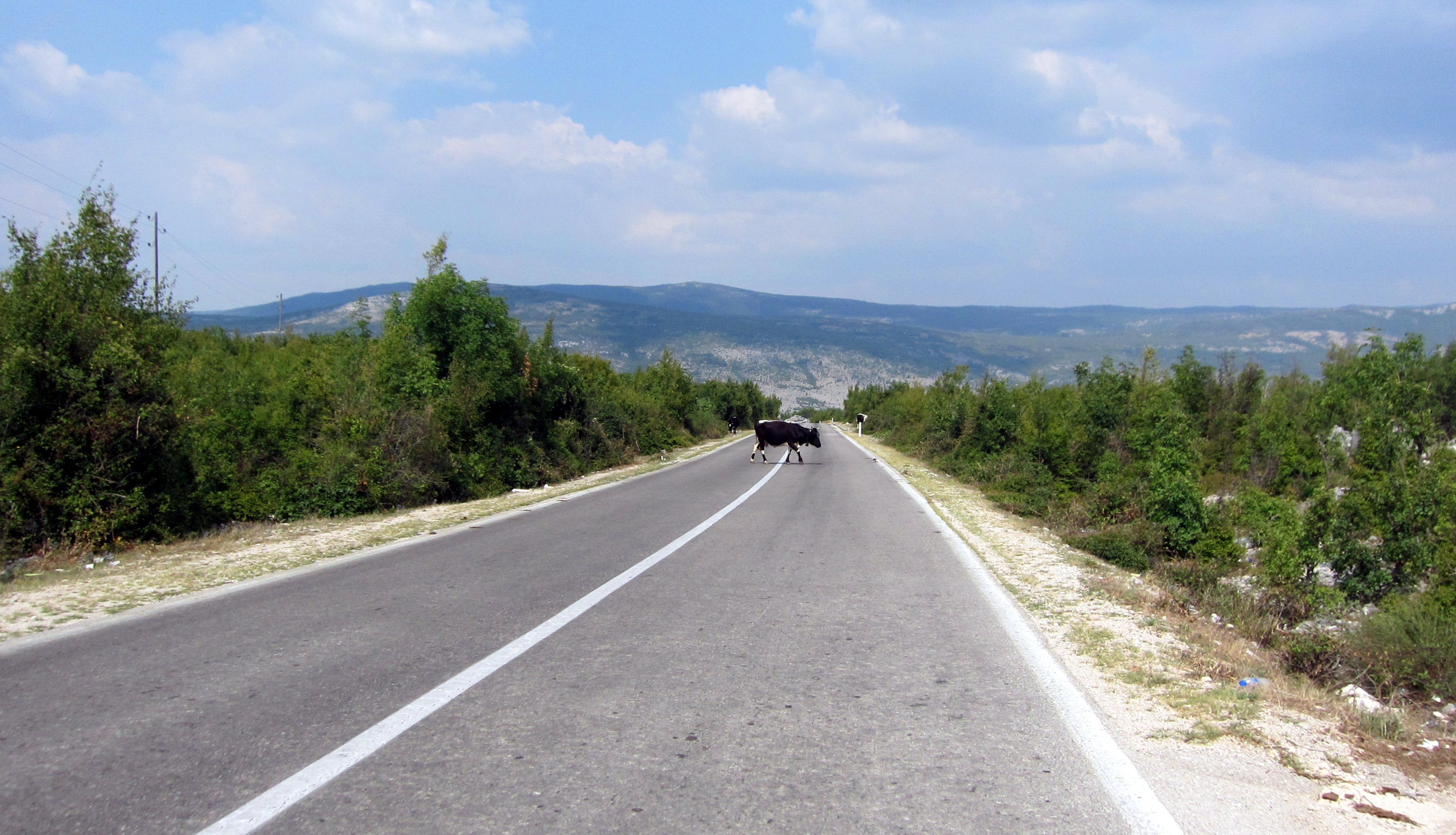
Die M20 zwischen Ivanica (nahe der Grenze mit Kroatien) und Volujac
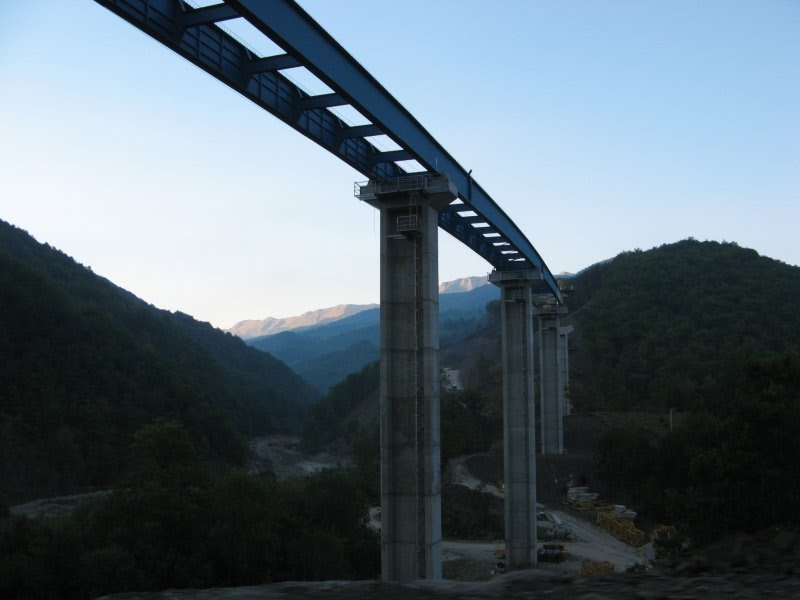
Hochbrücke der M20 in Bau bei Čemerno (2010)
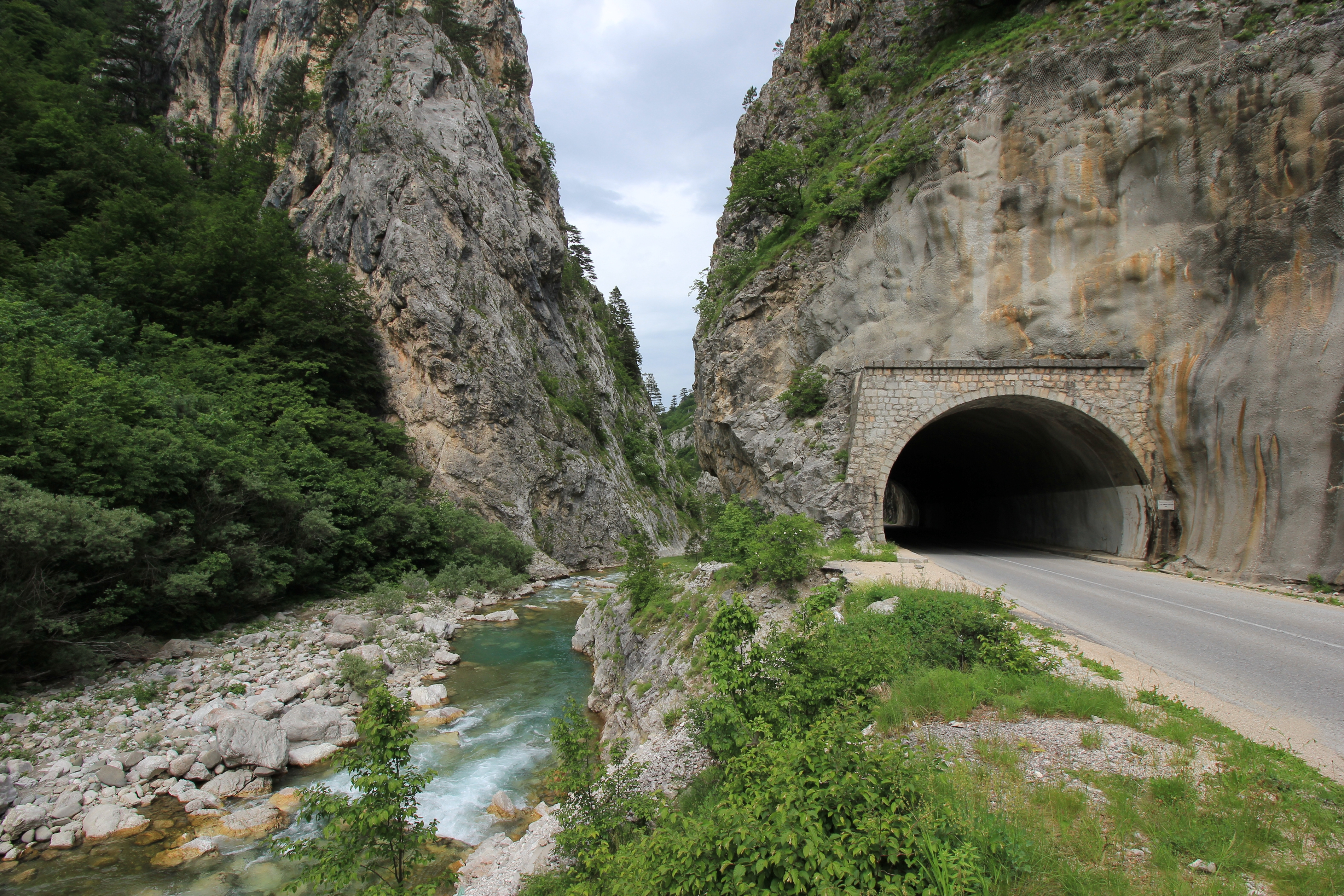
Tunnel in der Schlucht der Sutjeska zwischen Foča und Gacko